# Washington Capitals
|  | No s'ha de confondre amb Washington Capitols. |

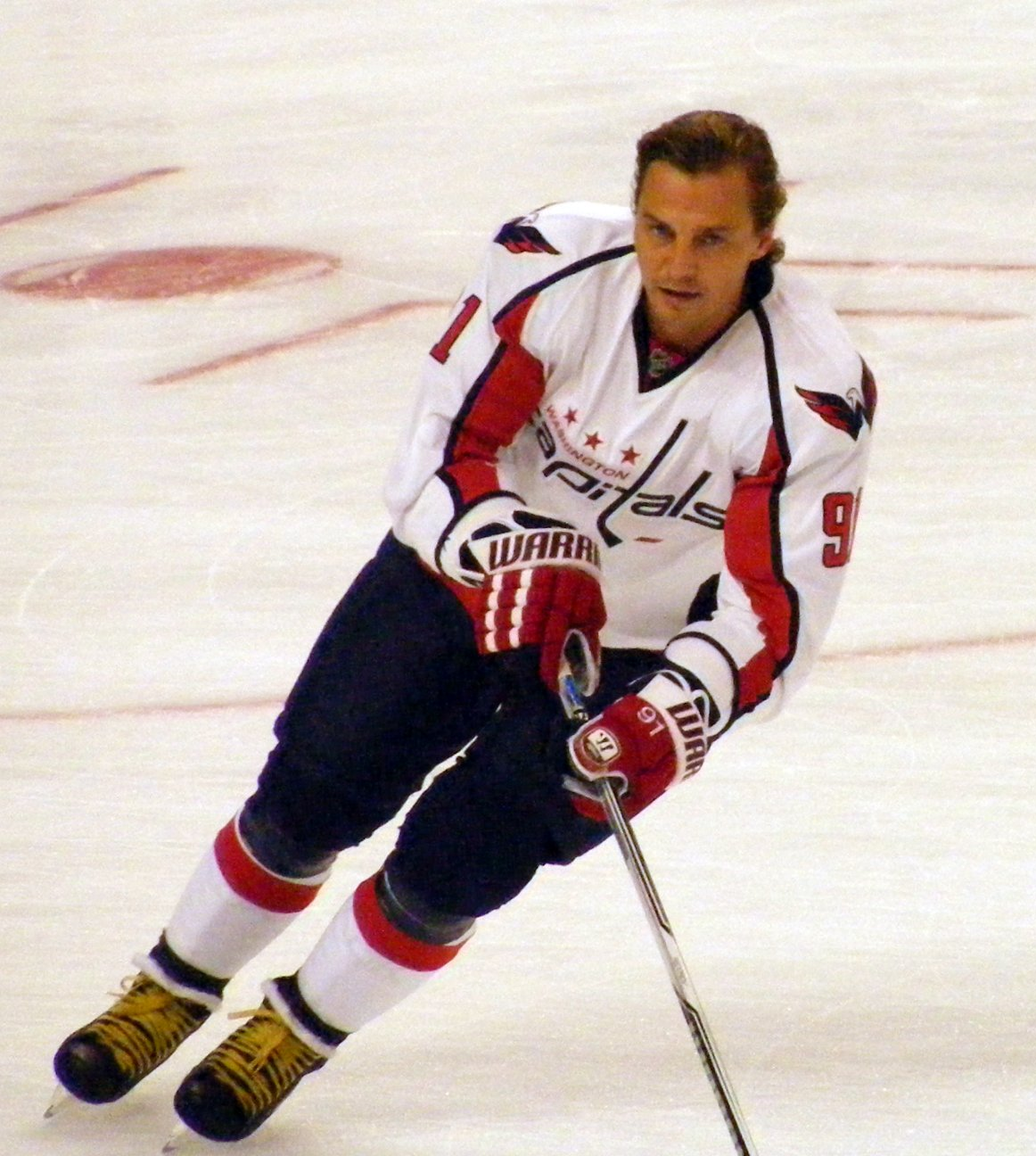
Equipació dels Washington Capitals

Els Washington Capitals són un equip professional d'hoquei sobre gel de Washington DC. L'equip fou fundat el 1974 i juga a la National Hockey League a la Divisió Metropolitana de la Conferència Est.
Els Washington Capitals tenen la seva seu al Capital One Arena, que comparteixen amb els Washington Wizards de l'NBA, amb 18.000 espectadors en hoquei.
Els seus colors són el vermell, el blau i el blanc. L'equip juga amb jersei vermell i pantalons blaus a casa, a fora juga amb jersei blanc i pantalons blaus.

## Història

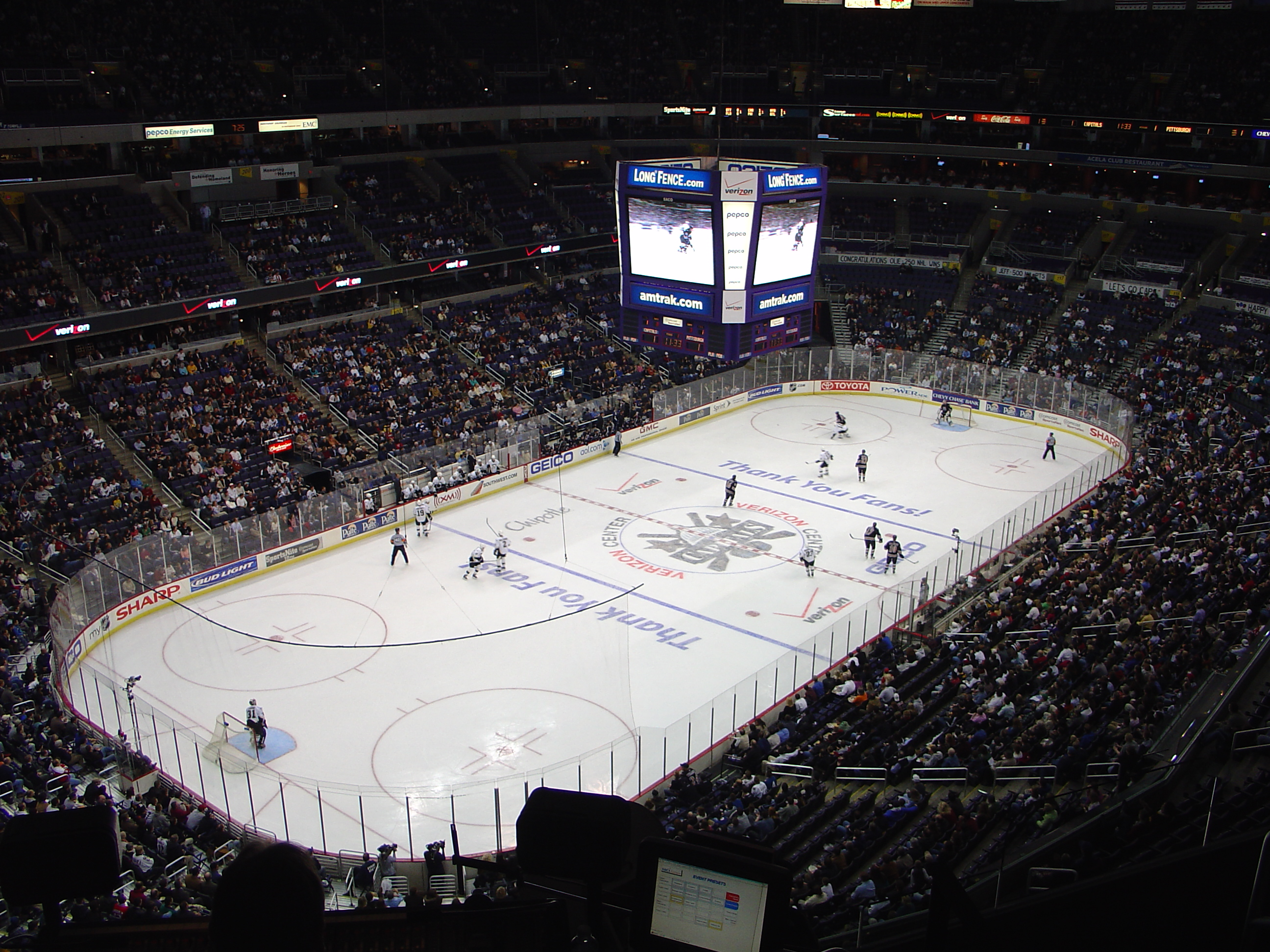
Partit dels Washington Capitals al Capital One Arena.

Els Washington Capitals foren fundats l'any 1974 i van ser, juntament amb els Kansas City Scouts, una de les dues franquícies d'expansió de l'NHL des de la temporada 1974-75. El propietari de l'equip en la seva primera època va ser Abe Pollin, que també posseïa els Washington Bullets de l'NBA i que va ordenar la construcció del pavelló Capital Centre per albergar els dos equips, mentre que el primer director general del club va ser Milt Schmidt. Els Capitals van comptar en els seus inicis amb un planter de pocs jugadors amb experiència a la lliga, i això va repercutir en el seu primer any de debut: amb un rècord de 8-67-5, els Capitals van realitzar una de les pitjors estrenes d'un equip a l'NHL.
La ratxa de mals resultats de l'equip va continuar el 1975-76, arribant a encadenar una ratxa de 25 partits sense una victòria. Després de diversos canvis de director general, entrenadors i jugadors, l'equip va començar a experimentar una lleugera renovació. No obstant això, i malgrat que l'equip va començar a notar una lleu millora, els Capitals no es classificarien a uns playoff durant tota la dècada de 1970 i inicis de la de 1980. Al llarg de la seva història han aconseguit guanyar 1 Copa Stanley (2017-18), 2 Campionats de Conferència (1997-98, 2017-18) i cinc Campionats de Divisió. La temporada 2009/10 va ser la millor de la seva història, ja que van aconseguir guanyar el Trofeu dels Presidents al millor equip de la lliga regular.

## Palmarès
- Copa Stanley (1): 2017-18
- Trofeu dels Presidents (1): 2009/10
- Campionats de Conferència (2): 1997-98, 2017-18
- Campionats de Divisió (5): 1988–89, 1999–00, 2000–01, 2007–08, 2008-09